# Geertje Wielema

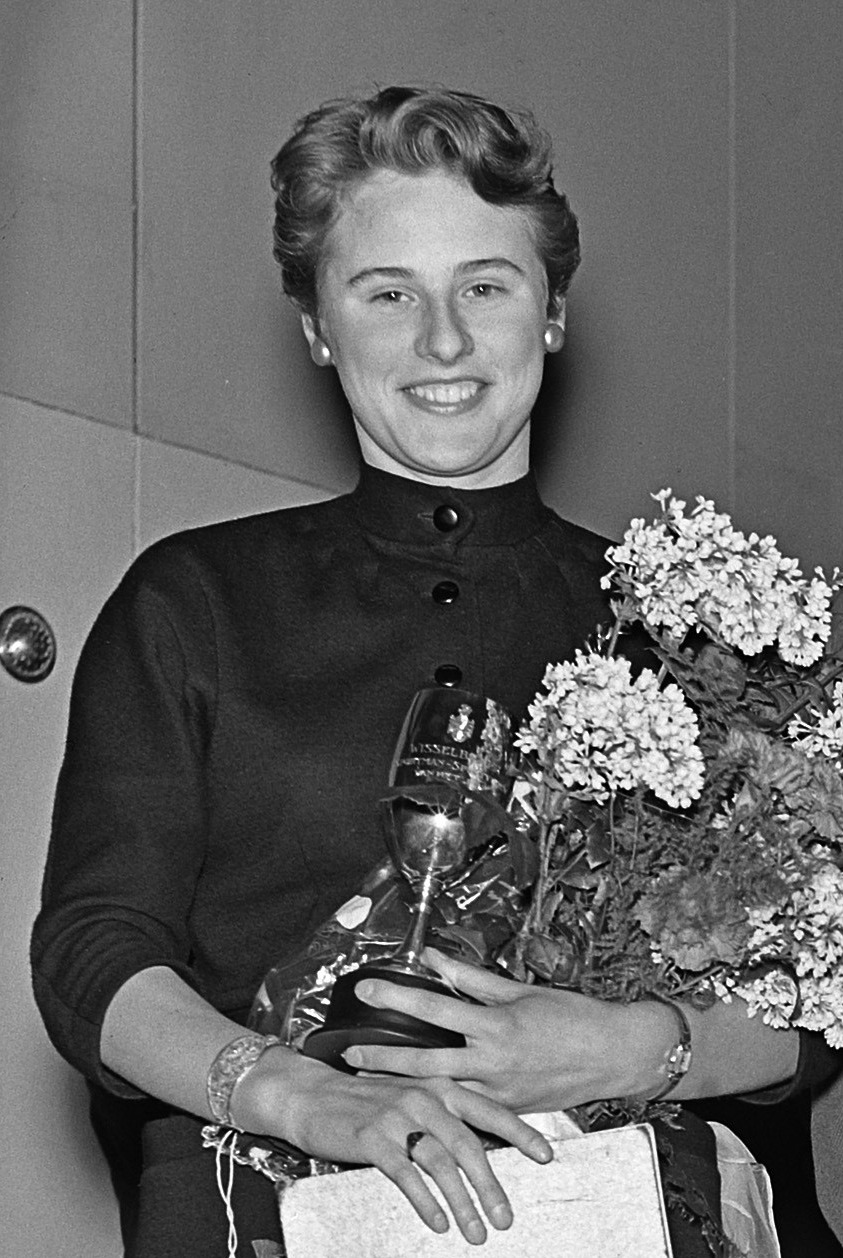
Geertje Wielema Anfang 1955 bei der Ehrung zur Sportlerin des Jahres 1954

Geertje Wielema (* 24. Juli 1934 in Hilversum; † 18. August 2009 in Almere) war eine niederländische Schwimmerin. Sie gewann eine olympische Silbermedaille. Bei Europameisterschaften erschwamm sie je eine Gold-, Silber- und Bronzemedaille.

## Karriere
Geertje Wielema vom Schwimmclub De Robben aus Hilversum gewann 12 niederländische Meistertitel. 1950 unterbot sie auf der damals nichtolympischen 200-Meter-Rückenstrecke den elf Jahre alten Weltrekord ihrer Landsfrau Cor Kint. Wielemas Rekord von 2:35,3 Minuten wurde 1957 durch eine Regeländerung als Weltrekord abgelöst und erst 1960 unterboten.
1952 bei den Olympischen Spielen 1952 in Helsinki konnte Wielema nicht über 200 Meter Rücken, aber über 100 Meter Rücken antreten. Nachdem sie im Vorlauf die deutlich schnellste Zeit geschwommen war, unterlag sie im Finale der Südafrikanerin Joan Harrison mit 0,2 Sekunden Rückstand. Zwei Jahre später bei den Europameisterschaften 1954 in Turin gewann sie über 100 Meter Rücken vor ihrer Landsfrau Johanna den Korte. Über 100 Meter Freistil siegten die Ungarinnen Katalin Szőke und Judit Temes, dahinter erhielt Wielema die Bronzemedaille. In der 4-mal-100-Meter-Freistilstaffel siegten die Ungarinnen vor den Niederländerinnen in der Aufstellung Loes Zandvliet, Johanna de Korte, Hetty Balkenende und Geertje Wielema.
Für ihre Erfolge wurde Geertje Wielema 1954 in den Niederlanden zur Sportlerin des Jahres gewählt. Von 1951 bis 1958 wurde bei dieser Wahl nur eine Person geehrt. In diesen acht Jahren wurden mit Geertje Wielema 1954 und Mary Kok 1955 nur zwei Frauen gewählt. Ab 1959 wurde eine Sportlerin des Jahres und ein Sportler des Jahres geehrt.
Geertje Wielema blieb noch einige Jahre aktiv. Wegen des Olympiaboykotts konnte sie aber 1956 nicht an den Olympischen Spielen teilnehmen. Nach ihrer Laufbahn als Leistungssportlerin war sie als Kampfrichterin tätig.